# Józef Kimbar (generał)
Iosif Konstantynowicz Kimbar, ros. Иосиф Константинович Кимбар, w Polsce Józef Kimbar (ur. 3 września?/16 września 1905 w Mińsku, zm. 1 września 1974 w Leningradzie) – generał porucznik wojsk pancernych Armii Czerwonej i generał dywizji ludowego Wojska Polskiego.

## Życiorys
W maju 1921 roku, po ukończeniu szkoły w Taganrogu, wstąpił do Armii Czerwonej. W 1925 roku skończył szkołę dowódców. W latach 1932–1937 studiował w Akademii Wojsk Pancernych i Zmechanizowanych im. Stalina w Moskwie, po czym został dowódcą batalionu czołgów. Od czerwca 1941 roku walczył na froncie zachodnim pod Mińskiem, nad Berezyną i pod Moskwą, gdzie 28 listopada 1941 roku został ranny. Od maja 1942 roku szef sztabu brygady pancernej, następnie dywizji pancernej. 15 grudnia 1943 roku awansował na generała majora wojsk pancernych.
W maju 1944 roku został skierowany do służby w Wojsku Polskim. 26 maja 1944 roku został dowódcą Wojsk Pancernych i Zmotoryzowanych 1 Armii WP, a 8 września 1944 roku dowódcą 1 Korpusu Pancernego. Brał udział m.in. w walkach nad Nysą. 9 sierpnia 1945 roku został awansowany na generała dywizji.
1 kwietnia 1946 roku zakończył służbę w WP i powrócił do ZSRR. Pełnił służbę na stanowisku zastępcy dowódcy okręgu wojskowego i zastępcy komendanta Wyższych Kursów Oficerskich Wojsk Pancernych „Wystrzał”. W 1961 roku został przeniesiony w stan spoczynku.
Iosif Kimbar był żonaty z Olgą Nikołajewną Wołoch-Kimbar (1912–1972), Zasłużoną Artystką RFSRR, śpiewaczką operową (sopran), solistką Kujbyszewskiego Teatru Opery i Baletu.

## Ordery i odznaczenia

### Związek Radziecki
- Order Lenina – 1946[2]
- Order Czerwonego Sztandaru – trzykrotnie: 7 lutego 1942, 3 listopada 1944, 1951
- Order Suworowa II stopnia – 29 czerwca 1945
- Order Czerwonej Gwiazdy – 15 grudnia 1943
- Medal „Za obronę Moskwy”
- Medal „Za zwycięstwo nad Niemcami w Wielkiej Wojnie Ojczyźnianej 1941–1945”
- Medal „Za zdobycie Wiednia”
- Medal „Za wyzwolenie Warszawy”
- Medal „Za zdobycie Berlina”
- Medal „W upamiętnieniu 250-lecia Leningradu”
- Medal jubileuszowy „Dwudziestolecia zwycięstwa w Wielkiej Wojnie Ojczyźnianej 1941–1945”
- Medal jubileuszowy „W upamiętnieniu 100-lecia urodzin Władimira Iljicza Lenina”
- Medal jubileuszowy „30 lat Armii Radzieckiej i Floty”
- Medal jubileuszowy „40 lat Sił Zbrojnych ZSRR”
- Medal jubileuszowy „50 lat Sił Zbrojnych ZSRR”

### Polska
- Krzyż Komandorski Orderu Odrodzenia Polski – 1945[3]
- Krzyż Kawalerski Orderu Virtuti Militari – 11 maja 1945[4][5]
- Złoty Krzyż Zasługi – 1946
- Medal za Warszawę 1939–1945
- Medal za Odrę, Nysę, Bałtyk
- Medal Zwycięstwa i Wolności 1945
- Medal „Za udział w walkach o Berlin” – 1966
- Odznaka Grunwaldzka